# Fishburn
Fishburn est une paroisse civile et un village situé dans le comté de Durham, en Angleterre. La population de la paroisse civile au recensement de 2011 était de 2 588 habitants.